# 大衛·吉爾摩
大衛·喬恩·吉爾摩，CBE（英語：David Jon Gilmour，1946年3月6日—）是英國音樂家，以身為搖滾樂團平克·佛洛伊德的吉他手、主唱，及團內的詞曲創作者之一而馳名。除了與平克·佛洛伊德合作之外，吉爾摩也為各式各樣的歌手擔任唱片製作人，並同時是位成功的單飛歌手，甚至是知名歌手Kate Bush乐坛引路人。吉爾摩亦積極參與許多慈善組織活動。2003年，他因對音樂與慈善事業的卓越貢獻，被授予英帝國司令勳銜（CBE）。吉爾摩並於2008年Q雜誌音樂獎典禮上獲頒傑出貢獻頭銜。
2011年，吉爾摩在《滾石》雜誌的「史上百大偉大吉他手」中名列第14名。

## 外部連結
- 维基共享资源上的相關多媒體資源：大衛·吉爾摩
- 维基语录上有关大衛·吉爾摩的语录
- 官方网站
- Official blog
- 大衛·吉爾摩在Allmusic上的頁面
- 大衛·吉爾摩的Discogs页面 （英文）
- 大衛·吉爾摩的Facebook專頁
- David Gilmour在互联网电影资料库（IMDb）上的資料（英文）
- 大衛·吉爾摩的Instagram帳戶
- 大衛·吉爾摩的X（前Twitter）
- YouTube上的大衛·吉爾摩頻道
- Bootleg recordings （页面存档备份，存于）